# منطقه راه‌آهن شمالی
راه‌آهن شمالی (به اختصار NR و उर) یکی از ۱۷ خط راه‌آهن هند و شمال منطقه راه‌آهن هند است. دفتر مرکزی آن New Delhi Baroda House در نزدیکی دروازه هند است.

## تاریخچه

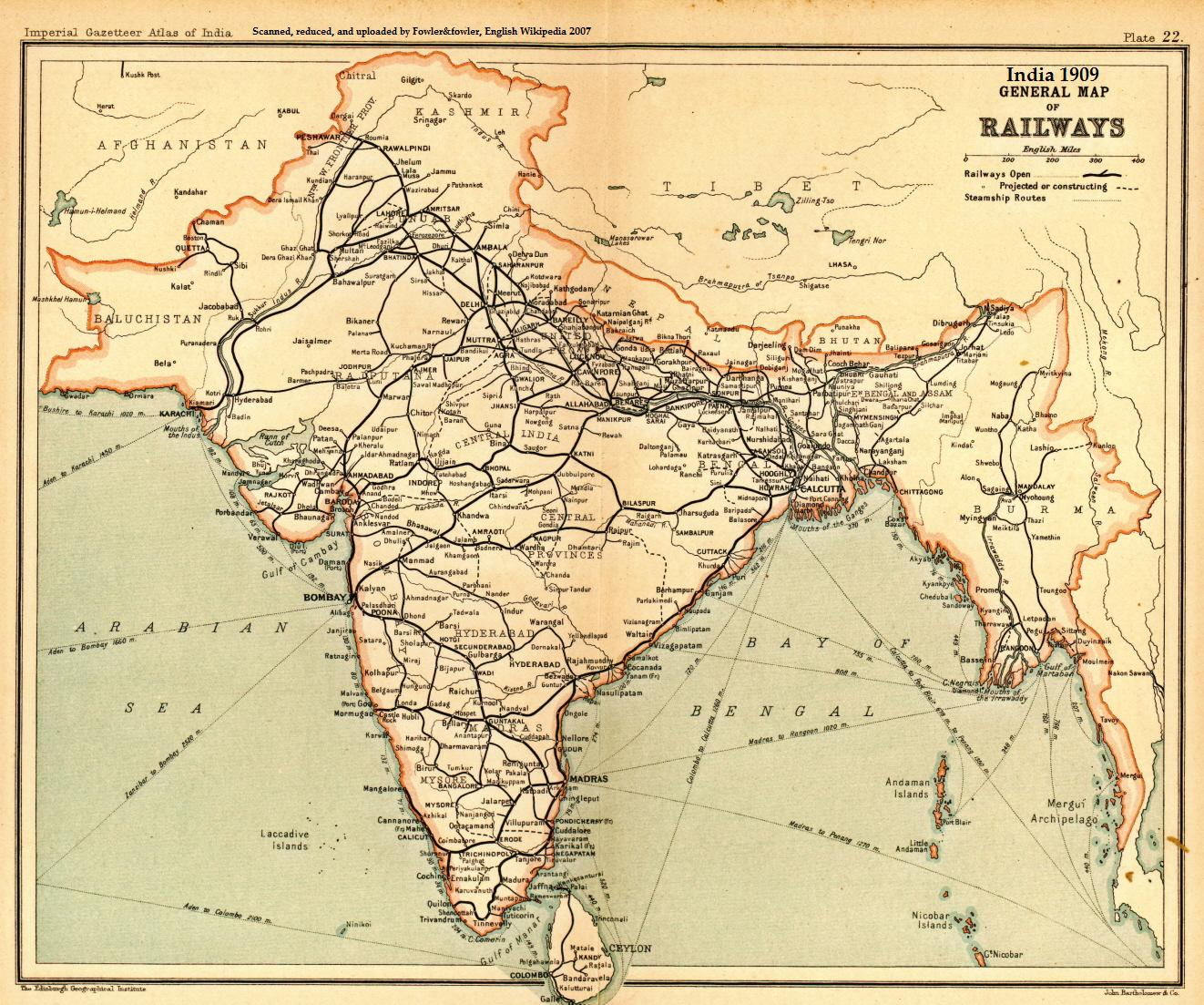
محدوده شبکه راه‌آهن هند در سال ۱۹۰۹

در تاریخ ۱۴ آوریل ۱۹۵۲ به‌طور رسمی به عنوان یک ناحیه جدید راه‌آهن شناخته شده‌است، منشأ آن به ۳ مارس ۱۸۵۹ بازمی‌گردد.
در تاریخ ۱۴ آوریل ۱۹۵۲، منطقه راه‌آهن شمالی با ادغام راه جودپور، راه‌آهن بیکنر، راه‌آهن شرق پنجاب و سه بخش راه‌آهن شرق شرقی شمال غرب موگالسارای (اوتار پرادش) ایجاد شد.
در تاریخ ۳ مارس ۱۸۵۹، الله‌آباد - کانپور، نخستین خط راه‌آهن مسافری در شمال هند افتتاح شد که در زیر خط آهن شمالی قرار دارد.
در سال ۱۸۶۴، یک مسیر سنج وسیع از کلکته به دهلی گذاشته شد.
در سال ۱۸۶۴، خط آهن بین دهلی نو و ایستگاه راه‌آهن شهر مروت ساخته شد. ایستگاه راه‌آهن Meerut Cantt توسط دولت هند بریتانیا در سال ۱۸۶۵ پس از سرنگونی سپاه ۱۸۵۷ تأسیس شد.
هشت کارگاه آموزشی توسط راه‌آهن شمالی اداره می‌شود
| کارگاه                  | محل                                             | دولت        |
| ----------------------- | ----------------------------------------------- | ----------- |
| کارگاه لوکوموتیو        | ایستگاه راه‌آهن چارباغ، لخنو                     | اوتار پرادش |
| کارگاه حمل و نقل و واگن | آلاباما، لکنونا                                 | اوتار پرادش |
| کارگاه و واگن کارگاه    | ایستگاه قطار Yamunanagar-Jagadhari، Yamunanagar | هاریانا     |
| کارگاه و واگن کارگاه    | کلکا                                            | هاریانا     |
| کارگاه پل               | کانتی Jalandhar                                 | پنجاب       |
| کارگاه پل               | لاکونو                                          | اوتار پرادش |
| کارگاه مهندسی           | جلاتهرار                                        | پنجاب       |
| کارگاه سیگنال و مخابرات | غازی آباد                                       | اوتار پرادش |

## زمینه
راه‌آهن شمالی سیستم ردیابی مسیر رله (RRI) را در ایستگاه راه‌آهن دهلی نو راه اندازی کرده‌است که یک سیستم سیگنالینگ مدرن برای افزایش بهره‌وری و ایمنی در عملیات است. این سیستم رله مجدد رله در دهلی نو یکی از بزرگ‌ترین سیستم‌های رله اتصال ردیابی جهان است که توسط کتاب رکوردهای گینس تأیید شده‌است. راه‌آهن شمال مجهز به ۴۰ سیستم راه انداز رله رله شامل سیستم در دالی اصلی است.